# 富山県道336号極楽寺湯神子線
富山県道336号極楽寺湯神子線（とやまけんどう336ごう ごくらくじゆのみこせん）は、富山県中新川郡上市町内を通る一般県道である。

## 概要

### 路線データ
- 起点：富山県中新川郡上市町極楽寺（富山県道154号西種極楽寺線交点）
- 終点：富山県中新川郡上市町湯神子焼田（富山県道152号大岩神明町線交点）
- 実延長：3,258m

## 沿革
- 1973年（昭和48年）3月31日 - 認定[1]

## 地理

### 通過する自治体
- 富山県中新川郡上市町

### 接続する道路
- 富山県道154号西種極楽寺線（起点：上市町極楽寺）
- 富山中部広域農道（湯神子交差点）
- 富山県道152号大岩神明町線（終点：上市町湯神子焼田）

### 周辺
- 富山健康科学専門学校
- 上市町立上市中学校
- 上市町立白萩西部小学校
- 上市町立陽南小学校
- 上市川
- 上市町丸山総合公園
- 大岩湯神子温泉